# Emiratos Árabes Unidos en los Juegos Paralímpicos de Londres 2012
Los Emiratos Árabes Unidos estuvieron representados en los Juegos Paralímpicos de Londres 2012 por quince deportistas, once hombres y cuatro mujeres.

## Medallistas
El equipo paralímpico emiratí obtuvo las siguientes medallas:
| Nombre                 | Deporte   | Evento                                   |
| ---------------------- | --------- | ---------------------------------------- |
| Oro                    |           |                                          |
| Abdulá Sultan Alaryani | Tiro      | Rifle en posición tendida 50 m SH1 mixto |
| Plata                  |           |                                          |
| Mohamed Hamadi         | Atletismo | 200 m T34 masculino                      |
| Bronce                 |           |                                          |
| Mohamed Hamadi         | Atletismo | 100 m T34 masculino                      |